# نادي الوحدة (السعودية)
 نادي الوحدة السعودي لكرة القدم هو نادٍ كرة قدم سعودي محترف، مقرهُ مدينة مكة المكرمة، غرب السعودية تأسس عام 1916م. وهو نفس التاريخ الذي سجل فيه النادي رسميًا في الإدارة العامة للرياضة والكشافة التابعة لوزارة الداخلية السعودية التي كانت تشرف على النشاط الرياضي السعودي آنذاك .

## تاريخ
ذكر المؤرخ محمد غزالي يماني (مؤرخ تاريخ نادي الوحدة) أن نادي الوحدة تأسس قبل عام 1916 وكان اسمه الحزب، وأن عام 1946 هو تاريخ تغيير اسم النادي من (الحزب) إلى الاسم الحالي (الوحدة). ويؤيد كلام محمد غزالي بعض المؤرخين الكرويين في الإعلام الرياضي السعودي منهم كامل أزهر وإبراهيم خفاجي ومحمد رمضان وعبدالله كعكي وغيرهم. قدم المؤرخ محمد غزالي العديد من الأدلة والبراهين في كتابه (نادي الوحدة بمكة المكرمة أول نادٍ بالمملكة العربية السعودية بالأدلة والوثائق تأسس عام 1334 - 1916) يؤكد فيها أن نادي الوحدة الأقدم تأسيساً من بين الأندية السعودية والأجدر بالعمادة.
يذكر أن إدارة نادي الوحدة قد كتبت تاريخ التأسيس 1916 على الشعار الرسمي للنادي، لكنها أزالت تاريخ التأسيس لاحقًا ليبقى شعار النادي الجديد بدون تاريخ لعدم ثبوت تاريخ تأسيس نادي الوحدة في عام 1916م .

## الألقاب والإنجازات
حسب ما صدر من لجنة توثيق البطولات في تاريخ ٢٢ أبريل ٢٠٢٥، فإن لدى نادي الوحدة السعودي ١٨ بطولة.
دوري المنطقة الغربية
- البطل (5).

بطولة الغربية (إقصاء)
- البطل (4).

دوري الدرجة الأولى السعودي
- البطل (4): 1982-83، 1995-96، 2003-03، 2017-18.[9]

- الوصيف (2): 2011-12،[10] 2014-15.[11]
- المركز الثالث (1): 2021-22.[12]

الدوري السعودي للمحترفين
- البطل (1): 1957.
- الوصيف (4): 1958،[13] 1959،[14] 1960،[15] 1961.
- المركز الثالث (1): 2006-07.[16]
- المركز الرابع (1): 1985-86.[17]

كأس خادم الحرمين الشريفين
- البطل (1): 1966.[18]

- الوصيف (2): [19] 1970,[20]2022.
- المركز الرابع (1): 2011.[21]

كأس ولي العهد السعودي
- البطل (1): 1959-60.[22]
- الوصيف (5): 1958-59، 1963-64، 1969-70، 1972-73، 2010-11.[22]

كأس فلسطين
- البطل (1).

كأس المصيف
- البطل (1).

## لاعبو كرة قدم دوليين من الوحدة
- عبيد الدوسري (مهاجم): لاعب المنتخب السعودي سابقًا وهداف الدوري السعودي الممتاز موسم 1998
- عيسى المحياني (مهاجم): لاعب المنتخب السعودي سابقًا وهداف الدوري السعودي الممتاز موسم 2006 وهداف دوري أبطال العرب موسم 2008 وهداف كأس آسيا للشباب عام 2002 وسجل هدف في نهائيات كأس العالم للشباب لكرة القدم لعام 2003 على المنتخب الإيرلندي وأفضل لاعب آسيوي لشهر يوليو من عام 2002 واختاره الإتحاد الآسيوي لكرة القدم من أفضل عشرين لاعب آسيوي لمدة موسمين متتاليين في موسم 2006 وموسم 2007 واختير كخامس أفضل لاعب عربي بحسب إستفتاء لموقع الجزيرة نت.
- ناصر الشمراني (مهاجم): لاعب المنتخب السعودي سابقًا ، وهداف الدوري السعودي الممتاز 5 مرات مواسم: 2008 و2009 و2011 و2012 و2014.
- أسامة هوساوي (مدافع): لاعب المنتخب السعودي سابقًا ، واحترف مع نادي أندرلخت البلجيكي وحقق معهم بطولة كأس السوبر البلجيكي لموسم 2012.
- عساف القرني (حارس مرمى): لاعب المنتخب السعودي سابقًا.
- كامل الموسى (مدافع): لاعب المنتخب السعودي في نهائيات كأس اسيا 2007 و 2011 وتصفيات كأس العالم 2014
- ماجد بلال (مدافع): لاعب المنتخب السعودي سابقًا.
- أحمد الموسى (وسط): شارك مع المنتخب السعودي في نهائيات كأس آسيا 2007.
- مهند عسيري (مهاجم): شارك مع المنتخب السعودي في كأس الخليج العربي 2010.
- وليد باخشوين (وسط): وليد باخشوين مواليد 12 نوفمبر 1989 في المدينة المنورة، هو لاعب كرة قدم سعودي يلعب مع نادي الوحدة ومنتخب السعودية لكرة القدم كلاعب وسط. مثل سابقاً النادي الأهلي وانتقل إلى نادي الوحدة عام 2018.

### المشاركات الخارجية
مثل نادي الوحدة المملكة العربية السعودية في بطولة دوري أبطال العرب لموسم 2008 ولعب في دور الـ 32 مع نادي سكة الحديد الجيبوتي ذهابًا وإيابًا، انتهت مباراة الذهاب في جيبوتي بفوز الوحدة السعودي بثمانية أهداف مقابل لا شيء وانتهت مباراة الإياب في السعودية بفوز الوحدة السعودي بإحدى عشر هدفًا مقابل لا شيء وبمجموع المباراتين 19 - صفر لصالح الوحدة السعودي وهذه النتيجة تعتبر من أكبر النتائج في تاريخ البطولات العربية للأندية وتأهل إلى دور الـ 16 ووضعته القرعة مع حامل لقب البطولة في موسم 2007 نادي وفاق سطيف الجزائري وبطل البطولة في هذه النسخة نفسها نسخة 2008 وانتهت مباراة الذهاب في السعودية وبالتحديد في مكة المكرمة على ملعب استاد مدينة الملك عبدالعزيز الرياضية بالتعادل بهدف لهدف وسط حضور أكثر من 30 ألف مشجع لنادي الوحدة، وفي مباراة الإياب في الجزائر انتهت بفوز نادي وفاق سطيف الجزائري بثلاثة أهداف مقابل هدف ليخرج الوحدة من مشاركته الخارجية الأولى من دور الـ 16 وحقق مهاجمه عيسى المحياني لقب هداف البطولة، وفي موسم 2009 لعب في بطولة دوري أبطال العرب للمرة الثانية على التوالي ووضعته القرعة في دور الـ 32 في مواجهة نادي اتحاد العاصمة الجزائري لعبت مباراة الذهاب في الجزائر وخسرها نادي الوحدة السعودي بثلاثة أهداف مقابل لا شيء وفي مباراة الإياب في السعودية وبالتحديد في مكة المكرمة وعلى استاد مدينة الملك عبدالعزيز الرياضية ووسط حضور أكثر من 30 ألف من مشجعي وعشاق وأنصار نادي الوحدة السعودي تمكن نادي الوحدة من الفوز بالمباراة بثلاثة أهداف مقابل هدف وفاز الوحدة السعودي بالمباراة لكنه خسر بطاقة التأهل لدور الـ 16 بمجموع المباراتين بأربعة أهداف مقابل ثلاثة.

### مباريات ودية تاريخية لعبها فريق الوحدة لكرة القدم
في موسم 2009 لعب الوحدة السعودي مباراة ودية تاريخية أمام بايرن ميونخ الألماني بمناسبة اعتزال لاعب الوحدة السعودي حاتم خيمي، ولعبت المباراة بمدينة جدة على استاد الأمير عبد الله الفيصل، وانتهت المباراة بثلاثة أهداف مقابل هدف للبايرن.

## تشكيلة الفريق
مصدر
ملاحظة: تشير الأعلام إلى المنتخب بحسب قواعد الأهلية المعتمدة من قبل الفيفا؛ تنطبق بعض الاستثناءات المحدودة. وقد يحمل اللاعبون أكثر من جنسية لا تعترف بها الفيفا.
| الرقم | البلد    | المركز | اللاعب                                   |
| ----- | -------- | ------ | ---------------------------------------- |
| 1     | السعودية | حارس   | عبد الله العويشير (معار من نادي الاتفاق) |
| 2     | السعودية | مدافع  | سعيد المولد                              |
| 4     | السعودية | وسط    | وليد باخشوين                             |
| 5     | المغرب   | مدافع  | جواد الياميق                             |
| 6     | رومانيا  | وسط    | أليكساندرو كريتو                         |
| 8     | السعودية | وسط    | علاء آل حجي                              |
| 9     | نيجيريا  | مهاجم  | أوديون إيغالو                            |
| 10    | كوراساو  | وسط    | جونينهو باكونا                           |
| 11    | العراق   | وسط    | يوسف أمين                                |
| 13    | السعودية | مدافع  | مشعل العلائلي (معار من نادي الاتفاق)     |
| 14    | السعودية | مدافع  | بندر درويش                               |
| 16    | السعودية | وسط    | نواف العزيزي                             |
| 17    | السعودية | مدافع  | عبد الله الحافظ                          |
| 18    | تونس     | وسط    | سعد بقير                                 |

| الرقم | البلد    | المركز | اللاعب             |
| ----- | -------- | ------ | ------------------ |
| 19    | السعودية | مدافع  | سعد القحطاني U19   |
| 21    | السعودية | حارس   | عبد الرحمن الشمري  |
| 22    | السعودية | مدافع  | علي مكي            |
| 23    | أستراليا | وسط    | كريغ غودوين        |
| 24    | السودان  | وسط    | عبد العزيز نور     |
| 28    | السعودية | وسط    | حسين العيسى        |
| 35    | المغرب   | وسط    | محمد المكعازي      |
| 47    | السعودية | حارس   | أحمد الرشيدي       |
| 49    | السعودية | وسط    | علي السالم         |
| 55    | السعودية | مدافع  | محمد السفياني U19  |
| 71    | السعودية | حارس   | عبد الله فلاتة U19 |
| 77    | السعودية | مهاجم  | مراد خضري          |
| 80    | السعودية | مهاجم  | يحيى النجعي        |

### لاعبين غير مسجلين
ملاحظة: تشير الأعلام إلى المنتخب بحسب قواعد الأهلية المعتمدة من قبل الفيفا؛ تنطبق بعض الاستثناءات المحدودة. وقد يحمل اللاعبون أكثر من جنسية لا تعترف بها الفيفا.
| الرقم | البلد    | المركز | اللاعب       |
| ----- | -------- | ------ | ------------ |
| 15    | السعودية | مهاجم  | عزام البيشي  |
| 29    | السعودية | وسط    | سلطان العكوز |
| 34    | السعودية | حارس   | محمد مكبشي   |

| الرقم | البلد    | المركز | اللاعب      |
| ----- | -------- | ------ | ----------- |
| 50    | السعودية | مدافع  | سعد آل خيري |
| 60    | السعودية | وسط    | محمد الشلوي |
| --    | السعودية | وسط    | وضاح مالك   |

### المعارون
ملاحظة: تشير الأعلام إلى المنتخب بحسب قواعد الأهلية المعتمدة من قبل الفيفا؛ تنطبق بعض الاستثناءات المحدودة. وقد يحمل اللاعبون أكثر من جنسية لا تعترف بها الفيفا.
| الرقم | البلد    | المركز | اللاعب                          |
| ----- | -------- | ------ | ------------------------------- |
| 25    | السعودية | وسط    | سطام تمبكتي (معار إلى نادي جدة) |

| الرقم | البلد    | المركز | اللاعب                                |
| ----- | -------- | ------ | ------------------------------------- |
| 33    | السعودية | مدافع  | راكان الحربي (معار إلى نادي البكيرية) |

## الطاقم الإداري
أعضاء مجلس الإدارة
- رئيس مجلس الإدارة: سلطان أزهر.[24][25]
- نائب رئيس مجلس الإدارة: إياد كعكي.
- عضو: عبد العزيز الخيمي
- عضو: توفيق تونسي
- عضو: عبد الله الثقفي
- عضو: فيصل بن سعيد
- أمين عام النادي: مشعل غازي القرشي
- أمين الصندوق: بسام عبد الرازق وعظ الدين

الجهاز الفني
- المدير الفني: برونو أكرابوفيتش
- مساعد أول: ايفو ميليتش
- مساعد ثان: عيسى المحياني
- مدرب اللياقة: ماركو برينتوفيتش
- مدرب الحراس: بويان إيزيلوفيتش

## الأنشطة الرياضية الأخرى
كرة اليد
بطولة الدوري السعودي الممتاز لرياضة كرة اليد:
- البطل: مرتين مواسم: 2000 و2010

بطولة كأس السعودية لرياضة لكرة اليد:
- البطل: مرتين مواسم: 2003 و2005

كرة الطائرة
بطولة كأس النخبة السعودية لرياضة لكرة الطائرة:
- البطل: مرة واحدة موسم: 2014

## وصلات خارجية
- مدرج جماهير نادي الوحدة الرسمي